# اورگ‌چرتو
اورگ‌چرتو (به مجاری: Öregcsertő) یک منطقهٔ مسکونی در مجارستان است. اورگ‌چرتو ۴۳٫۰۶ کیلومتر مربع مساحت و ۷۶۰ نفر جمعیت دارد.